# Bolina (cabo)
En náutica, la Bolina es la cuerda con que se tira de la orilla de barlovento de la vela hacia proa o sotavento, cuando se ciñe el viento, para que este entre en ella sin hacerla tocar o flamear. En las llamadas alas se afirma esta cuerda en la orilla interior, que se denomina de caída, y aunque su oficio en este caso es siempre el mantener la vela bien presentada al viento, varía en el modo, como deja verse. (fr. Bouline; Ing. Bowline; it. Bolina).

## Tipos
- Boliche: es la bolina de velacho, la de sobremesana, y cualquiera de las de los juanetes. No obstante, hay autores, como Ulloa, que llaman Bolina a la de velacho.

1. Ulloa: El Excmo. Sr. D. Antonio de Ulloa (en el librito que intituló conversaciones con sus hijos)

- Bolina de revés: cabos de revés, que son la escota de barlovento y la amura y bolina de sotavento.

## Expresiones relacionadas
- Apuntar las bolinas: es utilizar estos cabos para tesar las relingas de barlovento de las velas.